# Ильинские рубежи

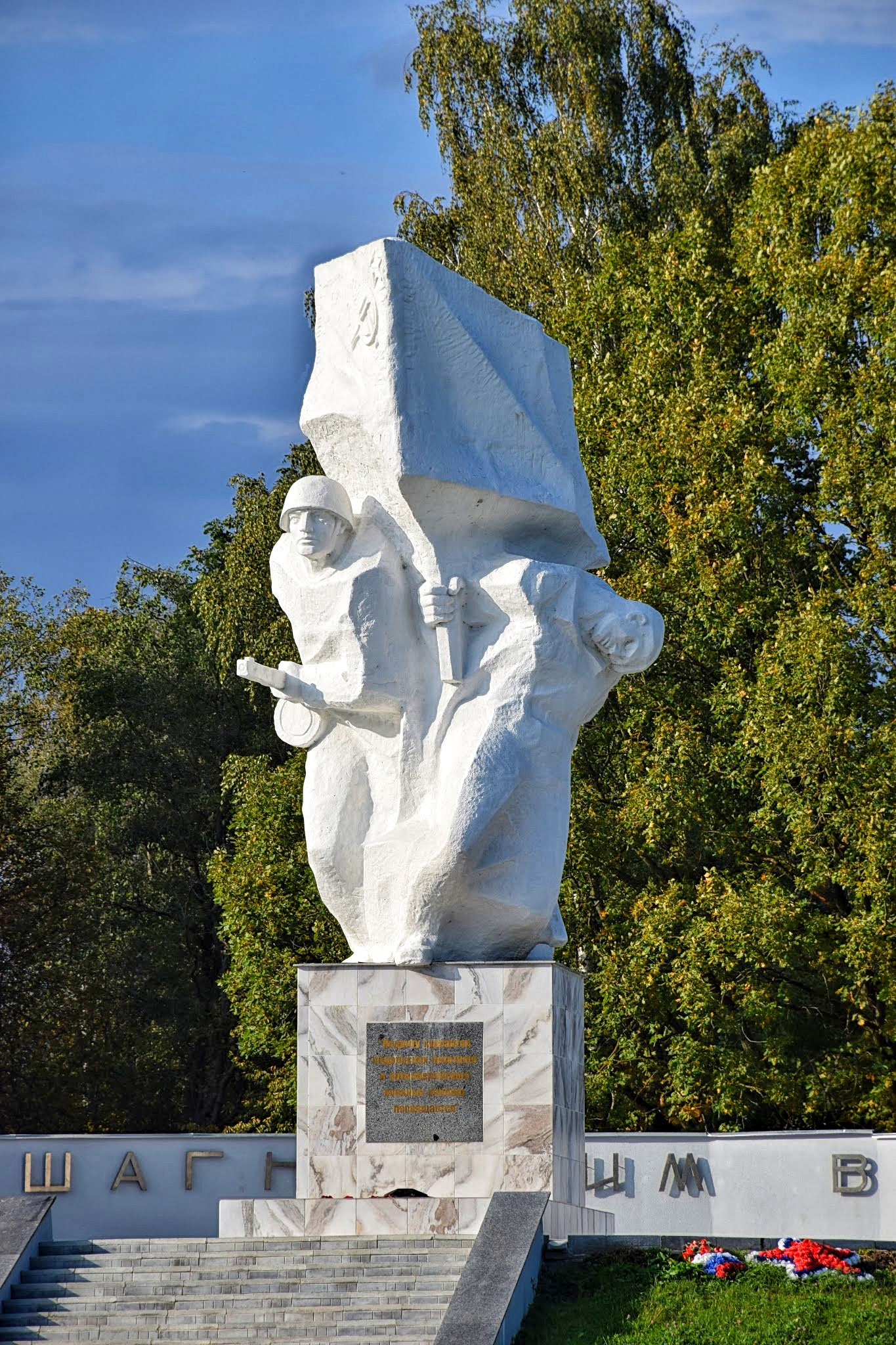
Памятник курсантам Подольских военных училищ

 «Ильинские рубежи» — военно-исторический музей в селе Ильинское в Малоярославецком муниципальном районе Калужской области, посвященный подвигу курсантов Подольских военных училищ на Ильинском рубеже обороны в октябре 1941 года. Входит как филиал в Калужский объединённый музей-заповедник.
Представляет собой музейный комплекс на территории 2,7 га (автор — Заслуженный архитектор РСФСР, лауреат Государственной премии, Почётный гражданин г. Калуги Е. И. Киреев). В комплекс входит здание музея, мемориальные объекты (Курган Славы, два близлежащих дота, сохранившиеся с 1941 г., два артиллерийских орудия времён Великой Отечественной войны), памятник курсантам Подольских военных училищ (автор — скульптор Ю. Л. Рычков).

## История
Музейный комплекс был задуман участником боёв генерал-лейтенантом И. С. Стрельбицким. За воплощением его в жизнь взялся Калужский областной комитет ВЛКСМ. В Калужской области и в городе Подольске Московской области проходили молодёжные субботники. На собранные средства Управление строительства г. Обнинска строило музей. Он был торжественно открыт 8 мая 1975 г. на месте боёв частей 43-й армии в октябре 1941 г.

## Экспозиция
Экспозиция музея содержит документы, фотографии, личные вещи участников боёв, остатки оружия и другое. Коллекцию пополняли отряд «Красные следопыт» Ильинской средней школы и переданные из школьного музея, местные жители, ветераны Подольских военных училищ и их близкие, участниками поисковых групп на местах боёв.